# Episodi di The Closer (sesta stagione)
La sesta stagione della serie televisiva The Closer è stata trasmessa negli Stati Uniti d'America dal 12 luglio 2010 al 3 gennaio 2011 sul canale TNT.
In Italia è andata in onda dal 2 luglio 2011 al 20 agosto 2011 sul canale a pagamento Premium Crime, mentre in chiaro è stata trasmessa su Rete 4 dal 6 dicembre 2012 al 24 gennaio 2013 in prima serata.
| Nº | Titolo originale      | Titolo italiano         | Prima TV USA      | Prima TV Italia |
| -- | --------------------- | ----------------------- | ----------------- | --------------- |
| 1  | The Big Bang          | Il Big Bang             | 12 luglio 2010    | 2 luglio 2011   |
| 2  | Help Wanted           | Richiesta d'aiuto       | 19 luglio 2010    | 5 luglio 2011   |
| 3  | In Custody            | In custodia             | 26 luglio 2010    | 9 luglio 2011   |
| 4  | Layover               | Sosta                   | 2 agosto 2010     | 12 luglio 2011  |
| 5  | Heart Attack          | Attacco di cuore        | 9 agosto 2010     | 16 luglio 2011  |
| 6  | Off The Hook          | Fuori dai guai          | 16 agosto 2010    | 19 luglio 2011  |
| 7  | Jump The Gun          | Agire senza pensare     | 23 agosto 2010    | 23 luglio 2011  |
| 8  | War Zone              | Zona di guerra          | 30 agosto 2010    | 26 luglio 2011  |
| 9  | Last Woman Standing   | L'ultima a mollare      | 6 settembre 2010  | 30 luglio 2011  |
| 10 | Executive Order       | Questione di rispetto   | 13 settembre 2010 | 2 agosto 2011   |
| 11 | Old Money             | Vecchie banconote       | 6 dicembre 2010   | 6 agosto 2011   |
| 12 | High Crimes           | Alti crimini            | 13 dicembre 2010  | 9 agosto 2011   |
| 13 | Living Proof - Part 1 | Prova vivente - Parte 1 | 20 dicembre 2010  | 13 agosto 2011  |
| 14 | Living Proof - Part 2 | Prova vivente - Parte 2 | 27 dicembre 2010  | 16 agosto 2011  |
| 15 | An Ugly Game          | Gioco sporco            | 3 gennaio 2011    | 20 agosto 2011  |